# Lopar, Koper
Lopar je naselje v Slovenski Istri, ki upravno spada pod Mestno občino Koper. 
Razpotegnjena obcestna vas v Šavrinskem gričevju, stoji na ozkem slemenu nad zgornjim delom doline potoka Rokava. Vas je sestavljena iz treh delov: Gorenjce s cerkvijo sv. Rufa, Dolenjce in Grahe.